# Sachmet
Sachmet, auch Sechmet, ist eine löwengestaltige Göttin in der Mythologie des Alten Ägypten.

## Bedeutung
Ihr Name bedeutet übersetzt „die Mächtige“ und einer ihrer Beinamen lautet „Die Herrin des Zitterns“. Bei den alten Ägyptern war sie die Göttin des Krieges, aber auch des Schutzes vor Krankheiten und der Heilung.
Sie verkörperte außerdem das Auge des Re und wurde auch mit der gefährlichen Uräusschlange des Königs verbunden. In Memphis galt Sachmet als Gefährtin des Ptah und für die Pharaonen war sie ein Symbol für den eigenen Kampfesmut.

## Darstellung
Dargestellt wurde diese Göttin als sitzende oder stehende Frau mit einem Löwenkopf. Seit dem Mittleren Reich trägt sie auf dem Kopf die Sonnenscheibe mit dem Uräus und die Schlange speit Feuer auf alle, die die Göttin bestrafen will. In ihren Händen hält sie meist das Lebenszeichen (Anch) und das Papyrus-Zepter. Gelegentliche Darstellungen zeigen Sachmet auch mit Widder- oder Kuhhörnern. Es gibt aber auch Abbildungen, auf denen sie anstelle des Kopfes das Auge des Re trägt und wie Min mit erhobenem Arm ein Messer hält. Sehr seltene Abbildungen zeigen sie auch als vollständigen Löwen. Oft ist sie in ihrer Darstellung nicht von Bastet oder Schesemtet zu unterscheiden, sondern nur durch die hieroglyphischen Beischriften.

## Kult und Kultort
Verehrt wurde Sachmet in Memphis, Letopolis, Bubastis, Karnak, Esna und allen großen Tempeln in Nubien. In Memphis bildete sie zusammen mit ihrem Gemahl Ptah und dem Sohn Nefertem seit dem Neuen Reich eine Dreiheit.
Amenophis III. ließ im Mut-Tempel von Karnak etwa 700 Statuen der Sachmet aufstellen, wo beide Gottheiten in ihrer Verschmelzung zu Mut-Sachmet löwenköpfig dargestellt werden.
Nach Ansicht einiger Forscher dienten die Statuen dem Kult der Göttin im Jahresverlauf: Vor jeder Statue wurden an den einzelnen Tagen des Jahres zur Besänftigung der Göttin Gebete gesprochen; für jeden Tag war dabei mindestens ein Gebet vorgesehen.
Andere Forscher sind der Meinung, dass dieser Tempel zur Abwehr einer großen Gefahr diente und vermuten dahinter die Pest. Als Beweise für diese Annahme dienen ihnen damals im Lande hastig verscharrte Tote und Pestgebete der Nachbarvölker, in denen kranke Ägypter beschrieben werden.
Zehn dieser Statuen befinden sich heute im Louvre in Paris. Aber auch in seinem Totentempel in Theben-West, von dem heute nur noch die Memnonskolosse erhalten sind, wurde Sachmet verehrt.

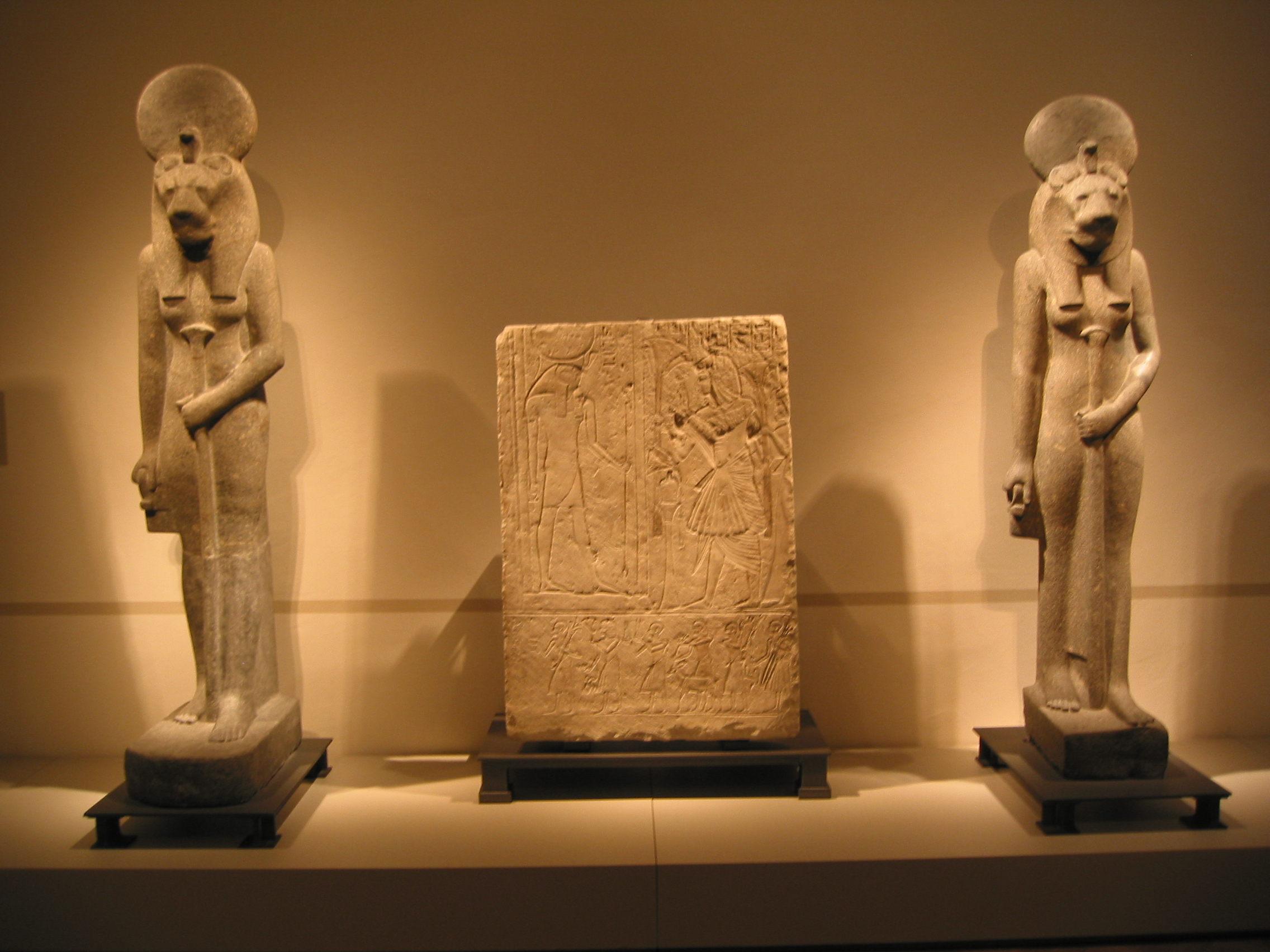
Statuen von Sachmet im Ägyptischen Museum Berlin
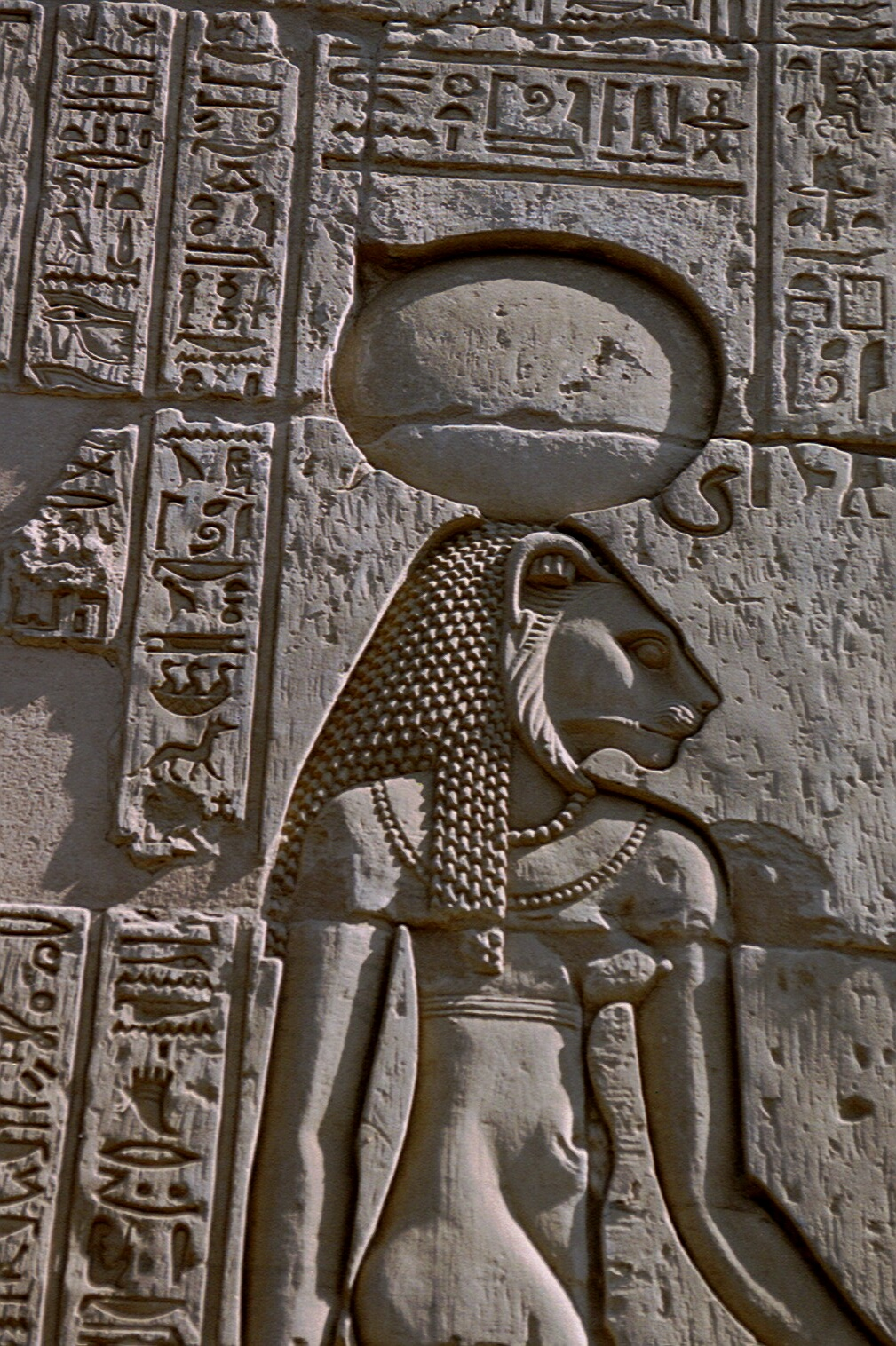
Erhabenes Relief der Sachmet im Tempel von Kom Ombo
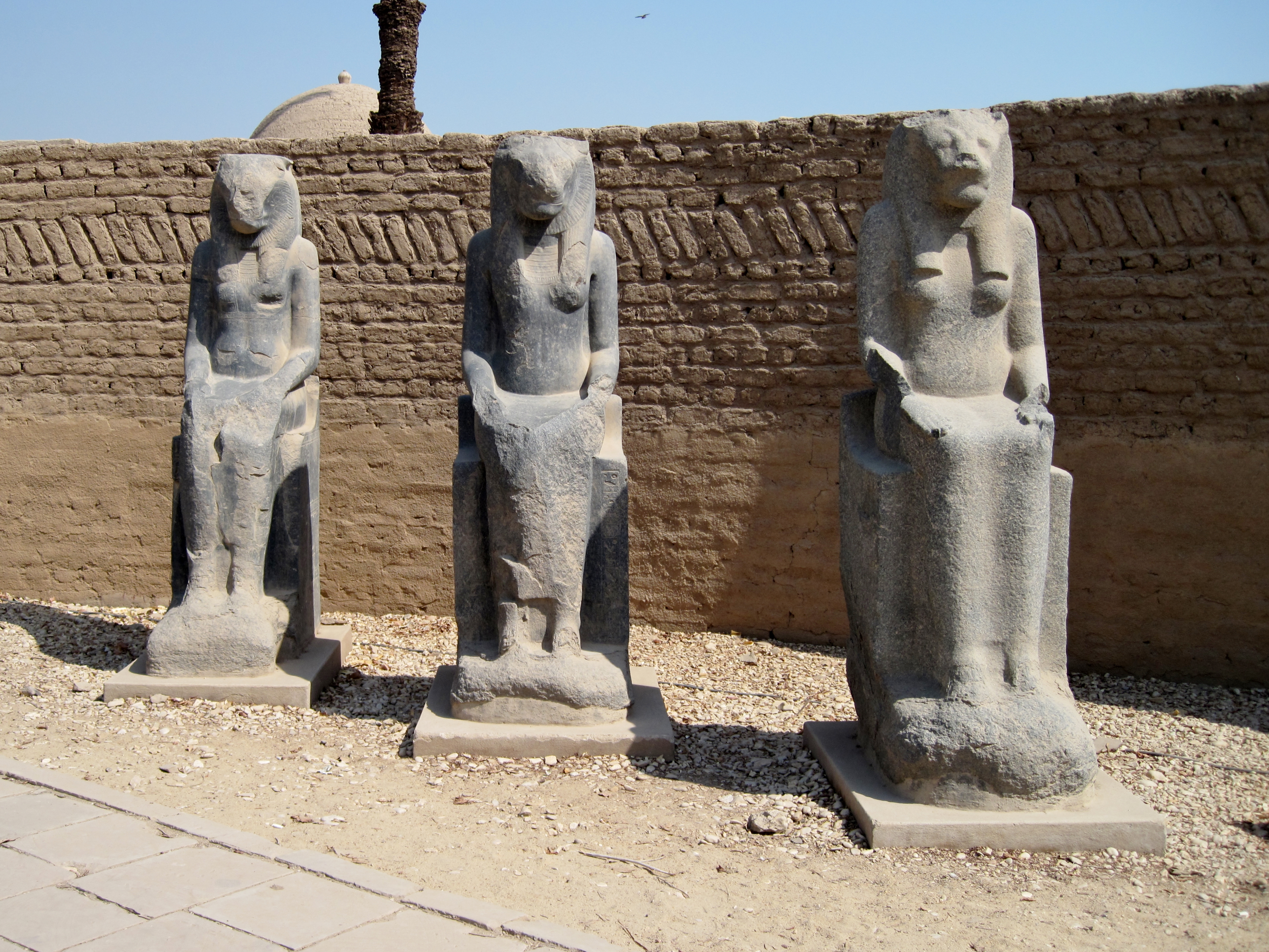
Sitz-Statuen im Tempel von Karnak
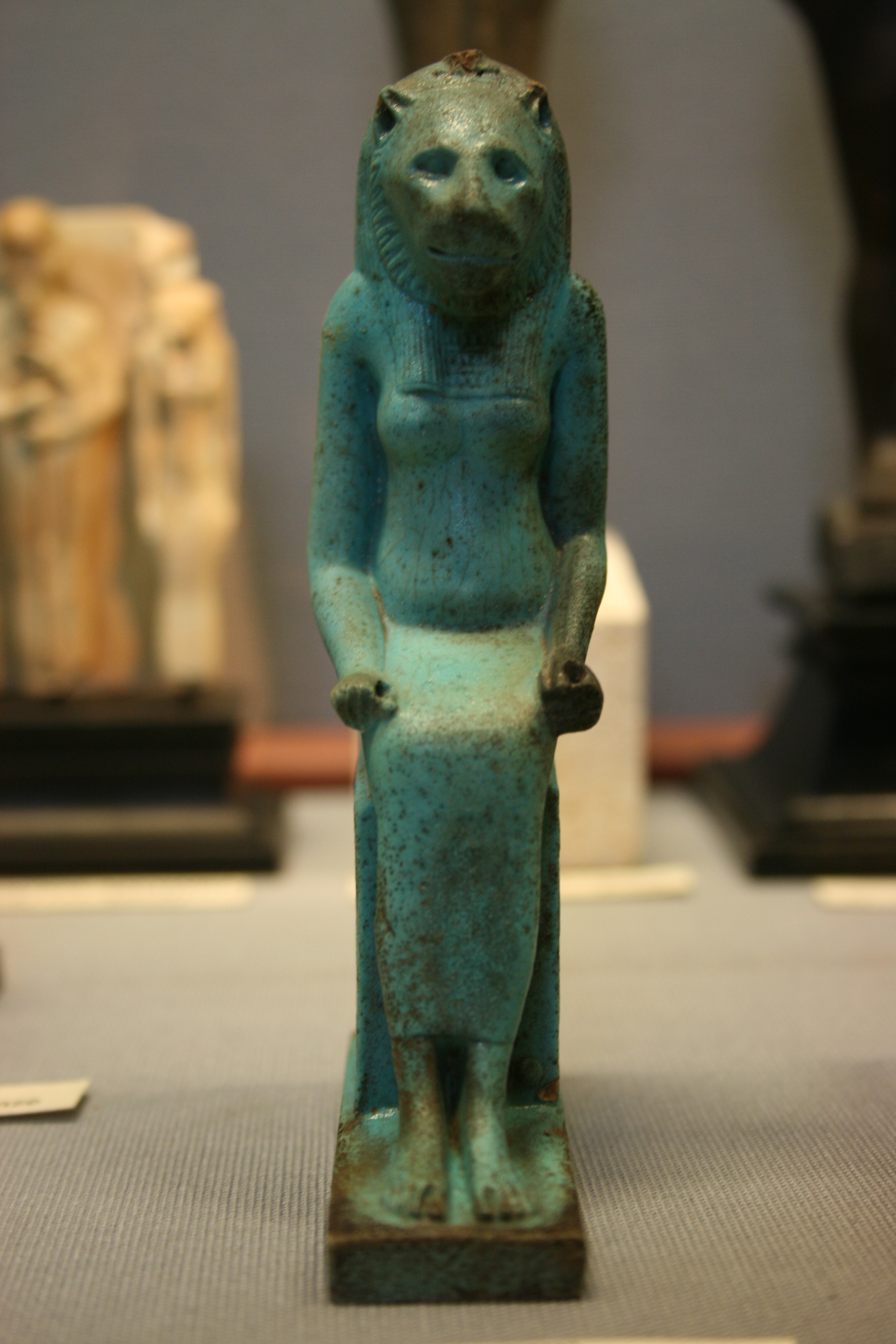
Sachmet-Amulett, ca. 6. Jh. v. Chr.

## In der ägyptischen Mythologie
In der ägyptischen Mythologie ist sie die Tochter des Sonnengottes Re, die Gemahlin des Ptah und die Mutter des Lotusgottes Nefertem.
Im Mythos vernichtete Sachmet die Gegner des Re. Ebenso unterstützte sie den König (Pharao) beim Kampf gegen die Landesfeinde. Neben ihrer löwenhaft beschützenden Macht sah man in der Göttin gleichzeitig die Schutzpatronin der Heilkunst und der Ärzte, die verschiedentlich als Sachmetpriester belegt sind.
Im Mythos „Die Vernichtung der Menschheit“ ist Re über die Schlechtigkeit der Menschen enttäuscht und schickt Sachmet, um die bösen Menschen zu töten. Sachmet verfällt jedoch in einen Blutrausch und tötet immer mehr Menschen. Durch einen Plan des Thot wird Sachmet betrunken gemacht, um sie aufzuhalten und während sie schläft, verwandelt Re sie in Bastet.